# 코르딜레프스키 구름

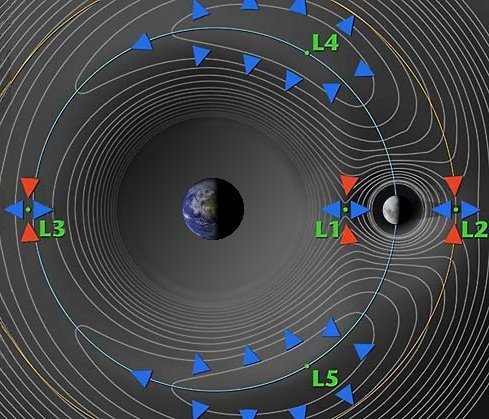
L4와 L5의 위치

코르딜레프스키 구름(영어: Kordylewski cloud)은 라그랑주 점 L4와 L5에 존재하는 먼지 원반이다. 처음에 1951년 카지미에시 코르딜레프스키(Kazimierz Kordylewski)라는 폴란드의 천문학자가 논문에 이 먼지 원반의 존재를 발표했으나 논문 발표 직후 이 원반이 실제로 존재하는지는 논란이 있었다. 이후 1956년 코르딜레프스키가 폴란드의 천문대에서 코르딜레프스키 구름의 촬영을 성공하였다. 그리고 1969년 KAO를 사용해서 한 번 더 사진 촬영을 성공했다. 하지만 히텐은 이 원반을 촬영하는 데 실패해서 존재 여부는 아직도 찬반으로 갈리고 있으며, 확실하게 존재여부가 밝혀진 건 아니었으나 그러나 2018년 10월에 존재가 증명되었다.